# 蓋奇 (新墨西哥州)
蓋奇（英語：Gage）是位於美國新墨西哥州盧納縣的鬼鎮。

## 歷史
蓋奇的郵局於1882年設立，其後於1965年停運。

## 地理
蓋奇所處的海拔為高於海平面1262米（即4141英呎），而該地所採用的時區為UTC-7，即北美山地时区（MST）。同時該地設有夏令時間，為UTC-7調快一小時，即UTC-6（MDT）。